# 傷 (エンジェルのエピソード)
「傷」（原題: "Damage"）は、アメリカ合衆国のテレビドラマ『エンジェル』第5シーズンの第11話。
『バフィー 〜恋する十字架〜』で登場した小悪党アンドリューがウォッチャーとして登場する。

## ストーリー
精神病棟からデイナと名乗る少女が脱走した。恐るべき怪力を持ち、次々と人を殺すこの少女は、ウィローの魔力で覚醒したスレイヤーだった。彼女の行方を追うエンジェルたちだったが、彼女はスパイクを捕らえ、両腕を切り落とすなどの虐待をする。ウェスリーたちに捕らえられた彼女を、カウンシルのアンドリューたちが引き渡すよう要求する。引き渡しを拒んでいたエンジェルだったが、アンドリューのバンから十数人のスレイヤーたちが現れ、やむを得ずエンジェルは引き渡しに同意する。

## 配役

### 主演
- デヴィッド・ボレアナズ（エンジェル/堀内賢雄）
- アンディ・ホーレット（ローン）
- アレクシス・デニソフ（ウェスリー・ウィンダム＝プライス/森田順平）
- ジェームズ・マースターズ（スパイク/堀川仁)
- エイミー・アッカー（ウィニフレッド・バークル）
- J・オーガスト・リチャーズ（チャールズ・ガン）

### ゲスト出演者
- ナヴィ・レワット（デイナ）
- トム・レンク（アンドリュー・ウェルズ）
- メルセデス・マクナブ（ハーモニー・ケンドール/深水由美）

### 助演
- ジャスミン・ディ・アンジェロ（幼少時のデイナ）
- デヴィッド・ブローワー（店員）
- ケヴィン・クイグリー（ラビナウ医師）
- アレックス・S・アレクサンダー（キャロル）
- レベッカ・メッツ（若い看護婦）
- マイケル・クラウィク（身の毛のよだつ霊媒者ヴァーノン）
- ミーシャン・アンダーソン(SWAT隊員）
- ウィリアム・スタンフォード・デイヴィス（警備員）
- マイク・ハガーフォード（港湾労働者）
- デビー・マクレオド（本物の不動産管理人）